# Akon
Pour les articles homonymes, voir Thiam.
Cet article possède un paronyme, voir Haakon.
Akon, de son vrai nom Alioune Badara Thiam,,,, est un chanteur et producteur de RnB américano-sénégalais, né le 16 avril 1973 à Saint-Louis, dans le Missouri. Son premier single Locked Up et son premier album Trouble sont sortis en 2004. Son deuxième album, Konvicted (2006), a gagné une nomination au Grammy Award pour son single Smack That. Il a fondé le label Konvict Muzik.
En 2007, il devient le premier artiste en solo à avoir par deux fois placé deux titres simultanément numéro 1 et 2 au Billboard Hot 100 (I Wanna Love You no 1 et Smack That no 2 puis Don't Matter no 1 et The Sweet Escape no 2).

## Biographie

### Origines et vie privée
Il naît à Saint-Louis dans le Missouri de parents sénégalais. Akon est élevé dans une famille de musiciens, notamment son père Mor Thiam, et apprend à jouer de plusieurs instruments. Il a vécu une grande partie de son enfance au Sénégal. À l'âge de sept ans, il part du Sénégal pour s'installer aux États-Unis, à Union City dans le New Jersey.
Le nom de scène Akon vient du mot anglais « convict », qui signifie « détenu »[réf. nécessaire].
Akon est de religion musulmane et déclare que « [sa] religion a fait de lui une meilleure personne ». Il parle anglais, wolof, mais ne parle plus le français qu'il a fini par oublier depuis qu'il vit aux États-Unis[réf. nécessaire] Akon déclare que plusieurs sources ont reporté des dates de naissance incorrectes le concernant ; selon le The Smoking Gun, son nom est Aliaune Badara Thiam et il est né le 16 avril 1973.
Akon affirme avoir trois épouses, toutefois son statut matrimonial réel est inconnu. Il déclare également avoir cinq enfants appelés Alioune, Milhouse, Jhavor, Tyler, et Aliouna. Akon affirme que sa maison de disques, Universal, lui a imposé le silence sur son statut matrimonial après avoir révélé sa polygamie lors d'une interview.

## Carrière artistique

### De 2004 à 2005:Trouble
Le premier album en solo d'Akon, Trouble, sort le 29 juin 2004. De cet album sont tirés les singles Locked Up, Lonely, Belly Dancer (Bananza), Pot Of Gold et Ghetto. Il s'agit du premier album sorti sur le label SRC/UNIVERSAL. Le titre Locked Up atteint le top 10 dans les classements américains et le top 5 au Royaume-Uni,. La chanson a été écrite après qu'Akon est sorti de prison pour vol de voiture et celle-ci est remixée en plusieurs versions selon les pays, chaque version comportant l'intervention d'un artiste local. Ghetto est remixée par DJ Green Lantern pour inclure des couplets interprétés par les rappeurs 2Pac et The Notorious B.I.G., et devient un succès sur les ondes américaines. En 2005 sort un troisième single, Lonely (basé sur un sample de Mr. Lonely de Bobby Vinton) ; la chanson se hisse dans le top 10 américain et devient numéro 1 en Australie, en Allemagne ainsi qu'au Royaume-Uni. L'album monte à la première place des ventes au Royaume-Uni en avril de la même année. Le single reste en première place pendant plus de quinze semaines.
L'album finit numéro un au Royaume-Uni en avril 2005, et figure sur un top 10 établi par la chaîne musicale The Box, classement basé sur les demandes de diffusion de clips. Ensuite Akon sort un autre single avec le rappeur Savage de la Nouvelle-Zélande, intitulé Moonshine, qui est un succès en Nouvelle-Zélande et en Australie, devenant numéro un dans les charts de la Nouvelle-Zélande. En 2005, il a fait sa première apparition spéciale sur le premier album de Young Jeezy, Let's Get It : Thug Motivation 101, dans la chanson Soul Survivor. En décembre 2005, le manager d'Akon, Robert Montanez, est assassiné dans le New Jersey au cours d'une dispute.
Akon participe à The Score des Fugees en tant que membre de l'aile Refugees Allstar de Wyclef Jean. Il quitte le groupe quelque temps après pour reprendre sa carrière individuelle.

### De 2006 à 2008:Konvicted

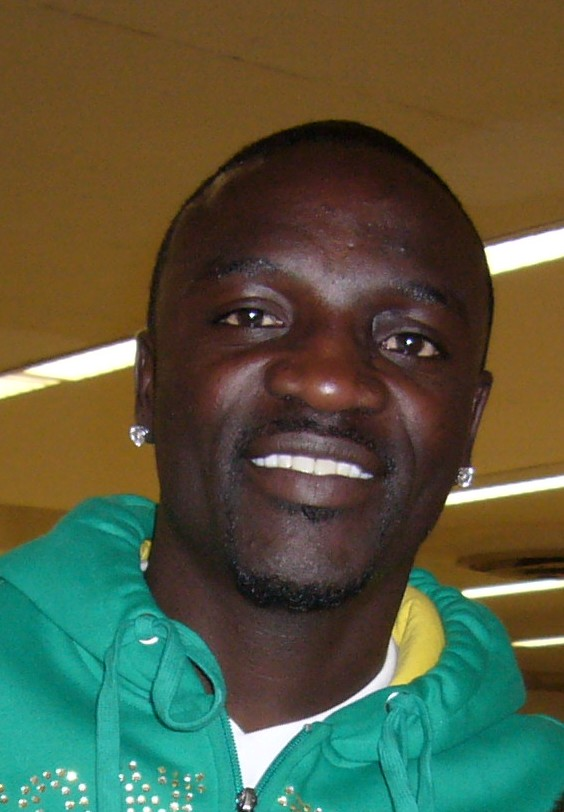
Akon, en 2008

Le deuxième album d’Akon, Konvicted sort le 14 novembre 2006. Il inclut des collaborations avec Eminem, Snoop Dogg, Styles P. et Brick and Lace. Avant que l'album ne soit mis en vente, Akon sort le single Smack That en featuring avec Eminem. Le clip est réalisé par Raymond Garced et sort en août 2006. Il atteint la deuxième place du Billboard Hot 100 et s'y maintient pendant cinq semaines consécutives. I Wanna Love You (featuring Snoop Dogg) est le deuxième single : sorti en septembre, il atteint la première place sur le même chart et devient respectivement le premier et le deuxième numéro un pour Akon et Snoop Dogg. I Wanna Love You reste en première position des classements de singles américains pendant deux semaines consécutives. En janvier 2007, un troisième single, Don't Matter, offre à Akon son premier numéro un en solo et le second consécutif sur le Hot 100. Mama Africa sort en single sur le marché européen en juillet 2007, et monte à la 47e place au Royaume-Uni.
Pour coïncider avec la sortie de l'édition deluxe de l'album, qui été certifié disque de platine, un cinquième single sort : Sorry, Blame It on Me. Il apparaît en septième place du Hot 100 en août 2007. La version de luxe de Konvicted sort le 28 août 2007. Le dernier single, confirmé par Akon, est Never Took the Time. Konvicted apparaît en seconde place du Billboard 200, se vendant à 286 000 la première semaine. Après seulement six semaines, Konvicted a été vendu à plus d'un million d'exemplaires aux États-Unis et à plus de 1,3 million dans le monde. L'album est certifié disque de platine après sept semaines, et double disque de platine après seize semaines. Il reste dans le top vingt du Billboard 200 pendant 28 semaines consécutives et est numéro deux à quatre reprises. Le 20 novembre 2007, la RIAA certifie l’album triple disque de platine avec 3 millions de copies vendues aux États-Unis. Il se vend dans le monde entier à plus de 4 millions d'exemplaires.
Le 5 octobre 2006, Akon bat un record sur le Hot 100 en réalisant la plus rapide montée sur les 48 dernières années de l'histoire du classement, Smack That sautant de la 95e à la 7e place. En décembre 2006, Smack That est nommé comme « Best Rap/Sung Collaboration » lors de la 49e édition des Grammy Awards, mais perd face au single de Justin Timberlake et T.I. My Love.

### De 2008 à 2009:Freedom
Akon sort son nouvel album intitulé Freedom (« liberté ») le 2 décembre 2008. En sont tirés quatre singles : Right Now (Na Na Na), I'm So Paid (featuring Lil' Wayne et Young Jeezy), Beautiful (featuring Kardinal Offishall et Colby O'Donis) et We Don't Care. L'album est certifié disque d'or grâce à la vente de plus de 600 000 de copies en quatre mois. En 2009, le titre Beautiful a été visionné plus de 35 000 000 de fois. Freedom atteint par la suite 1 400 000 ventes aux États-Unis et 3 100 000 ventes dans le monde.

### Depuis 2009
En 2009, un album du nom de Stadium est annoncé. Des singles sont sortis mais l'album, plusieurs fois reporté, n'est à ce jour pas sorti.
Le premier single de l'album est Angel est sorti 14 septembre 2010 sur les stations radio américaines, puis est sorti en single le 27 septembre. Le single est produit par David Guetta. Fin juin 2012, Akon décide de sortir une nouvelle mixtape : Konkrete Jungle.
En mars 2010, il est banni du Sri Lanka à cause du clip de la chanson Sexy Chick qui montre des femmes en tenues légères devant un Bouddha.

## Projets parallèles et collaborations
En 2006, Akon lance son label Kon Live Distribution chez Interscope Records. Son premier artiste signé est Ray Lavender.
Il collabore à l’album de Gwen Stefani, The Sweet Escape. Il produit et fait une apparition sur la chanson de même nom. Le 10 décembre 2006, Akon et Stefani sont invités sur le plateau du Saturday Night Live, toutefois ils n'interprètent pas la chanson car Stefani ne connaît pas encore les paroles. Il interprète la chanson sur American Idol le 28 mars 2007 car Gwen Stefani entraîne les candidats la nuit précédente. The Sweet Escape atteint la seconde place du Billboard Hot 100.
Akon collabore avec Chamillionaire sur son mixtape Mixtape Messiah 2, sur la chanson Ridin' Overseas qu'il produit également. Le mixtape est disponible en téléchargement sur le site Web de Chamillionaire à partir du 24 décembre 2006.
Akon a également collaboré avec Dreams Come True pour la chanson Sweet Dreams, musique du jeu Sonic the Hedgehog sur Xbox 360.
Akon apparait sur Strength and Loyalty, l'album de Bone Thugs-n-Harmony, notamment sur les titres I Tried et Never forget me, sur le huitième album studio de Three 6 Mafia, Last 2 Walk et We Takin' Over sur We The Best de DJ Khaled, et sur From Nothin to Somethin, l'album de Fabolous. Il collabore également avec 50 Cent sur la chanson I’ll Still Kill de son album Curtis, sur le cinquième album de T.I., T.I. vs. T.I.P., sur le troisième album solo de Mari, Go!, et produit l’album de Daddy Yankee, El Cartel: The Big Boss qui sort le 5 juin 2007.
Le 7 juillet 2007, Akon apparaît sur la scène américaine du Live Earth, à New York.
En novembre 2007, il enregistre un remix de Wanna Be Startin' Somethin' avec Michael Jackson. Ce remix sort en 2008 sous le nom de Wanna Be Startin' Somethin' 2008 et fait partie de l'album Thriller 25 (une réédition de Thriller pour ses 25 ans).
Akon produit la chanson intitulée Echo sur l’album de groupe Menudo, sortie au printemps 2008.
En juillet 2008, une chanson appelée Hold My Hand circule sur Internet. La chanson est un duo/collaboration R&B entre Michael Jackson et Akon, composée par Claude Kelly. Il existe également une autre version avec Akon seul. Il n'y a également aucune mention officielle de l'enregistrement sur les sites Web de l'un ou l'autre bien qu'Akon ait parlé de la chanson sur divers sites Web. Le morceau n'est pas inclus sur Freedom. C'est la dernière chanson connue de Jackson avant que celui-ci ne décède le 25 juin 2009. En juillet de cette année une chanson hommage par Akon, Cry Out of Joy, a filtré sur Internet. Akon a retravaillé Hold My Hand en 2010. C'est le premier single extrait du premier album posthume de Michael Jackson intitulé Michael.
Akon est le producteur exécutif du quatrième album solo de Kardinal Offishall, Not 4 Sale, sorti le 9 septembre 2008. Akon figure sur le quatrième extrait promotionnel et sur le premier single officiel, Dangerous, qui atteint la cinquième place au Billboard Hot 100 et gagne le prix du « single de l'année » aux Juno Awards de 2009.
Akon coécrit et enregistre le succès de Leona Lewis Forgive Me, tiré de son album Spirit et la chanson Put It on My Tab des New Kids on the Block pour leur album de 2008 The Block. Il travaille à un premier album avec la gagnante de 2008 de la série britannique The X Factor Alexandra Burke. Il coproduit le premier album studio de Lady Gaga - artiste de Konvict Muzik - The Fame et coécrit et produit le succès mondial Just Dance (avec Colby O'Donis), qui est nommé aux cinquante-et-unièmes Grammy Awards et atteint la première place des classements dans plus de 14 pays, dont l'Australie, Royaume-Uni et les États-Unis.
Akon participe à la chanson Available sur l'album R.O.O.T.S. de Flo Rida. Il enregistre ensuite une chanson intitulée Wake It Up pour l'album d'E-40, The Ball Street Journal. À la même époque, le chanteur de rap Nelly confirme qu'Akon, Pharrell Williams et T-Pain envisagent de former un groupe de rap en 2009.
Akon et Konvict Muzik produisent également, via Kon Live Distribution et Cherrytree Records, l’album State of Survival du groupe de hip-hop/rock Flipsyde. Akon travaille avec Whitney Houston pour son album I Look to You sorti le 31 août 2009. On le retrouve sur le titre Like I Never Left. Il produit également le morceau I Got You.
Il travaille avec le groupe de bachata Aventura et le duo de reggaeton Wisin y Yandel sur All Up 2 You, un titre de l'album Aventura The Last dont la sortie prévue en tant que second single de l'album en juin 2009 est annulée.
En avril 2009 sort Be with You, single du rappeur Wilber Pan' featuring Akon : le single est diffusé sur la radio Hit FM de Taïwan. Akon signe ensuite Jayko, un artiste de R&B et de reggaeton, et travaille avec lui sur son premier album intitulé Marcando Territorio. En juillet 2009, Akon travaille avec David Guetta sur le single Sexy Bitch (devenu Sexy Chick pour sa sortie dans les bacs), extrait de l'album One Love. Le titre est numéro un des ventes en Angleterre et numéro deux en France. En décembre de la même année, Akon figure sur la liste des producteurs du dernier album de Mary J. Blige, Stronger With Each Tear, avec le titre Tonight coproduit avec The Runners. Il connaît également un grand succès en collaborant sur Shut It Down du rappeur cubano-américain Pitbull.
En 2009 Akon chantera en français pour la première fois. Il chante avec la chanteuse québécoise Pamela Lajoie et le titre s'intitule « le sang des innocents ». La chanson raconte toutes  les souffrances inutiles qui sévissent partout dans le monde dont les enfants qui naissent dans une situation malheureusement hors de contrôle.
En novembre 2010, il annonce une collaboration avec Justin Bieber, pour le prochain album de ce dernier.
En 2010, Akon collabore avec Mohombi sur le titre Dirty Situation. Une version française est également sorti.
Akon a aussi collaboré avec la superstar indienne Shahrukh Khan : il a interprété une chanson dans le film Voltage qui est sorti le 26 octobre 2011. La chanson s'appelle Chamak challo. Il a aussi interprété Criminal dans le même film.
Akon a collaboré avec le rappeur Asher Roth sur leur featuring Last Man Standing en 2011.
Il collabore la même année avec Snoop Dog sur Day Dreaming
En juillet 2012, Akon participe au single Like Money des Wonder Girls, qui marquera leur début dans l'industrie musicale des États-Unis.
En 2013, Akon collabore avec David Guetta sur le titre Play Hard (Avec. Ne-Yo). 
En 2014, Akon collabore avec Chris Brown sur le titre Came To Do. 
En 2015, Akon collabore avec DJ Antoine, sur le titre Hollyday, et avec Mayunga sur le titre Nice couple.
En 2016, Akon collabore avec Joey Montana sur le titre Picky(Remix) avec Mohombi qui n'est autre qu'un remix du titre Picky de Joey Montana.
En 2017, Akon collabore avec Bob Sinclar, sur le titre Til The Sun Rise Up.
En 2017, Grupo Extra sort Mi reina ft. Akon : il s'agit plus exactement d'un sample de Moonshine par Savage ft. Akon.
En 2017, Akon collabore avec Demarco sur le titre No Wahala. (Avec, Runtown).
En 2018, Akon collabore avec IAmChino sur le titre Amor Spanglish Remix. (Avec, Pitbull, Wisin, Chacal).
En 2018, Akon collabore avec Wizkid sur le titre Gangsters.
En octobre 2018, Akon participe au remix de Farruko, Inolvidable (Remix) avec Daddy Yankee et Sean Paul.
En 2018, Akon collabore avec Ozuna sur le titre Coméntale.
En 2019, Akon collabore avec Anuel AA sur le titre El Negreeto.
En septembre 2019, Akon collabore avec Becky G sur le titre Como No.
En octobre 2019, Akon collabore sur le titre Celebration de Maffio, avec Farruko & Ky-Mani Marley.
En décembre 2019, Akon collabore sur le titre Solito (Lonely) de Messiah, avec Nicky Jam.
En avril 2020, Akon collabore avec pitbull sur le titre Te Quiero Amar, puis avec Mayunga sur le titre Please don’t go away.

## Télévision
Akon est apparu dans un épisode de la série Les Experts avec Obie Trice (Saison 6, Episode 20).
Il fait une apparition dans l'un des épisodes de la série Hit the Floor
En 2018 il apparaît dans la série turque «Eşkiya dünyaya hükümdar olmaz» (Bandyts), série à gros succès présentée au Festival de Cannes.

## Entreprises

### Konvict Apparel
En février 2007, Akon lance sa ligne de vêtements, Konvict Apparel, des articles au style urbain comprenant des jeans, des t-shirts et des chapeaux. Aliaune est la version haut de gamme pour hommes et femmes, qui inclut des blazers, des jeans et d'autres articles. Timothy Hodge est apparu sur la chaîne MTV pour faire la promotion de la ligne.

### Akon Lighting Africa
En février 2014, Akon s'associe avec l'homme politique d'origine sénégalaise Thione Niang et l'entrepreneur malien Samba Bathily pour créer la société Akon Lighting Africa. Celle-ci vise à développer l’électrification de l'Afrique grâce à l'énergie solaire. Elle commercialise des lampadaires, des micro-centrales solaires et des systèmes solaires domestiques.
Il a également sa propre fondation pour les enfants défavorisés d'Afrique, appelée Konfidence Foundation.

### Akon City
En 2020, il lance un projet touristique d'envergure au Sénégal. Il fait partie d'un projet porté par le gouvernement sénégalais de dynamisation touristique de la Petite-Côte. Akon obtient dans le village de Mbodiène un terrain de 800 hectares pour y construire une ville de tourisme durable, Akon City. Le plans de la ville et de ses premiers bâtiments sont dessinés par l'architecte Hussein Bakri. Le 31 août 2020, Akon et Alioune Sarr, le ministre sénégalais du tourisme, posent la première pierre. Ce projet de « ville intelligente » à 5 milliards d’euros doit à terme s'étendre sur 1 000 hectares, les travaux devant commencer en 2021. Un an après sa pose, le 31 août 2020, la première pierre est le seul signe visible des travaux.
En 2025, le projet étant au point mort, l’État sénégalais reprend la main sur les terrains.

## Tournées et concerts majeurs
- Dar Es Salaam, concert unique en Tanzanie, 2006[23] ;
- Konvicted Tour, de juillet à septembre 2007 et d’autres dates en 2008 ;
- The Sweet Escape Tour avec Gwen Stefani, d'avril à juillet 2007 ;
- Good Girl Gone Bad Tour avec Rihanna, partie canadienne uniquement, septembre – décembre 2008 ;
- Kinshasa, République démocratique du Congo, Vodacom Superstar, avril 2010
- Accra, Ghana, "Guinness Big Eruption Concert" avec Big Sean, 23 novembre 2013

## Récompenses et nominations
Akon est quatre fois nommé aux Grammy Awards en 2008, dans les catégories « Best Pop Collaboration with Vocals » pour The Sweet Escape avec Gwen Stefani, « Best R&B Vocal Performance by a Duo or Group » pour Bartender avec T-Pain, « Best Contemporary R&B Album » pour Konvicted, et « Best Rap/Sung Collaboration » pour I Wanna Love You avec Snoop Dogg. La seule récompense qu'Akon a reçue est « Favorite Soul/R&B Male Artist » aux American Music Awards en 2007.
| Titre de la récompense | gagné | nomination |
| ---------------------- | ----- | ---------- |
| Grammy Awards          | —     | 5          |
| American Music Awards  | 1     | 3          |
| BET Awards :           | —     | 1          |
| MTV Video Music Awards | —     | 4          |
| World Music Awards     | 3     | 1          |
| Billboard Music Awards | 1     | —          |
| NRJ Music Awards       | —     | 2          |